# Byron Jones
(en) Statistiques sur pro-football-reference
Byron Philip Jones, né le 26 septembre 1992 à New Britain (Connecticut), est un joueur américain de football américain.
Il joue pour les Dolphins de Miami en National Football League (NFL) au poste de cornerback.

## Biographie

### Carrière universitaire
Étudiant à l'Université du Connecticut, il a joué pour les Huskies du Connecticut de 2011 à 2014.

### Carrière professionnelle

#### Cowboys de Dallas
Il est sélectionné au premier tour de la draft 2015 de la NFL par les Cowboys de Dallas, au 27e rang. Il est sélectionné au Pro Bowl pour la première fois en 2018 après avoir réalisé 67 plaquages, dont 56 seuls, et fait dévier 14 passes.

#### Dolphins de Miami
Le 21 mars 2020, il signe un contrat de 5 ans et d'un montant de 82 millions de dollars avec les Dolphins, ce qui fait de lui le cornerback le mieux payé de l'histoire de la NFL.